# Kruize Pinkins
 (août 2023).
Kruize Pinkins, né le 25 janvier 1993 à Marianna, Floride, est un joueur américain de basket-ball évoluant au poste d'ailier fort.

## Biographie

### Carrière universitaire
Entre 2011 et 2013, il joue au Chipola College (en).
Entre 2013 et 2015, il joue pour les Dons de l'université de San Francisco.

### Carrière professionnelle

#### White Wings Hanau (2015-2017)
Le 25 juin 2015, lors de la draft 2016 de la NBA, automatiquement éligible, il n'est pas sélectionné.
Le 28 juillet 2015, il signe son premier contrat professionnel avec le club allemand du White Wings Hanau (en) qui évolue en seconde division.
Le 19 juillet 2016, il prolonge son contrat avec Hanau.

#### Mitteldeutscher BC (2017-2018)
Le 23 mai 2017, il s'engage avec le club allemand du Mitteldeutscher BC qui évolue en première division.

#### Novipiu Casale Monferrato (2018-2019)
Durant l'été 2018, il s'engage avec le club italien du Novipiu Casale Monferrato (en).

#### Reale Mutua Torino (2019-2021)
Durant l'été 2019, il reste en Italie et signe avec le Reale Mutua Torino (en).

#### CSP Limoges (2021-2022)
Le 24 septembre 2021, il arrive en France et signe avec le CSP Limoges.

## Statistiques

### Universitaires
| Saison    | Équipe        | Matchs | Titul. | Min./m | % Tir | % 3pts | % LF | Rbds/m. | Pass/m. | Int/m. | Ctr/m. | Pts/m. |
| --------- | ------------- | ------ | ------ | ------ | ----- | ------ | ---- | ------- | ------- | ------ | ------ | ------ |
| 2011-2012 | Chipola (en)  | -      | -      | -      | -     | -      | -    | -       | -       | -      | -      | -      |
| 2012-2013 | Chipola       | -      | -      | -      | -     | -      | -    | -       | -       | -      | -      | -      |
| 2013-2014 | San Francisco | 33     | 19     | 25,0   | 51,4  | 8,3    | 61,0 | 6,52    | 1,03    | 0,55   | 0,76   | 12,15  |
| 2014-2015 | San Francisco | 32     | 27     | 26,2   | 48,7  | 39,0   | 65,0 | 5,50    | 1,38    | 0,69   | 0,41   | 13,94  |
| Carrière  | Carrière      | 65     | 46     | 25,6   | 50,0  | 35,1   | 62,9 | 6,02    | 1,20    | 0,62   | 0,58   | 13,03  |